# Фрайбургский барочный оркестр
Фрайбургский барочный оркестр (нем. Freiburger Barockorchester) — немецкий камерный оркестр, специализирующийся на исполнении музыки эпохи барокко и венской классики в аутентичной манере («барочный оркестр»). Основан в 1985 году (первое публичное выступление в 1987). Штаб-квартира коллектива находится в г. Фрайбург-им-Брайсгау.

## Краткая характеристика
Оркестр основан студентами и выпускниками Фрайбургской высшей школы музыки (консерватории) во Фрайбурге в 1985 году. Первый концерт нового коллектива состоялся в ноябре 1987 года. До 1997 года оркестр возглавлял Томас Хенгельброк. С 1997 постоянного руководителя нет — оркестром попеременно дирижируют скрипачи Петра Мюллеянс (Müllejans) и Готфрид фон дер Гольц. В качестве приглашённых дирижёров с оркестром выступали и записывались известные аутентисты Тревор Пиннок, Рене Якобс, Тон Копман, Николас Макгеган, Айвор Болтон и др. Музыканты оркестра (по состоянию на 2006 год около 25 человек) не получают постоянного оклада, оплата их труда сдельная.
В центре репертуара Фрайбургского барочного оркестра — музыка XVIII века (барокко и венской классики), которая исполняется на так называемых «исторических» инструментах,— Телеман, Бах, Гендель, Вивальди, Моцарт, Гайдн и др., а также редко исполняемые И. Й. Фукс, И. Г. Шмельцер, И. Б. Бах (1676 - 1749). Историко-познавательную ценность представляет комплект аудиозаписей «Сыновья Баха» (Carus 83.023/00, 4 CD), включающий 16 редко звучащих инструментальных сочинений XVIII века. Помимо того, оркестр исполняет (на обычных академических инструментах) музыку эпохи романтизма и изредка авангардную музыку XX-XXI веков.
Основные концертные площадки: Konzerthaus во Фрайбурге, Liederhalle в Штутгарте и Берлинская филармония. Оркестр широко гастролировал в Европе, в том числе в парижском Театре Елисейских полей и в амстердамском Консертгебау (оба концерта в 1991); в России впервые гастролировал в 2017. Выступал совместно с Ч. Бартоли, Т. Квастхофом, М. К. Кир, А. Штайером, квартетом Arditti, Оркестром века Просвещения, бельгийским хором Vox Luminis, фрайбургским Ensemble Recherche.
Оркестр участвовал в крупных международных музыкальных фестивалях, среди которых Би-Би-Си Промс (неоднократно с 1994), старинной музыки в Инсбруке (неоднократно с 2000), Зальцбургский (неоднократно с 2004), Донауэшингенский (2006), «Баховская неделя» в Ансбахе (2009), Экс-ан-Прованский (с 2014 — резидентный), барочный в Амброне (2016).

## Избранная дискография
- 1990: К. Ф. Э. Бах. Гамбургские симфонии. Концерты (А. Штайер, дир. Т. Хенгельброк, первый диск оркестра)
- 1990-91: Иоганн Бернхард Бах. Оркестровые сюиты (дир. Т. Хенгельброк)
- 1991: Г. Пёрселл. Оркестровая музыка (дир. Т. Хенгельброк)
- 1992: Г. Ф. Гендель. Оттон (дир. Н. Макгеган, концертмейстер Т. Хенгельброк)
- 1993: Пёрселл. Сюита из «Диоклетиана». Гендель. Concerto grosso (дир. Г. фон дер Гольц)
- 1995: Бибер. Шмельцер. Сонаты для различных инструментов (Freiburger BarockConsort[10])
- 1995: Я. Д. Зеленка. Концерты и др. (дир. Г. фон дер Гольц)
- 1995: Э. д’Асторга. Дж. Б. Перголези. Ф. Дуранте (с Хором Бальтазара Ноймана; дир. Т. Хенгельброк)
- 1996: Л. Г. Дзаватери. Скрипичные концерты (дир. Г. фон дер Гольц)
- 1996: Бах. Месса h-moll (с Хором Бальтазара Ноймана; дир. Т. Хенгельброк)
- 1998: И. Г. Пизендель. Дрезденские концерты  (П. Мюллеянс, дир. Г. фон дер Гольц )
- 2001: Гайдн. Симфонии №№ 6-8 (дирижёр не указан)
- 2002: В. Ф. Бах. Концерты (дир. Г. фон дер Гольц)
- 2004: Гайдн. Клавирные концерты (А. Штайер; дир. Г. фон дер Гольц)
- 2004: Гайдн. Времена года (+ Камерный хор RIAS; дир. Р. Якобс)
- 2006: П. Локателли. Concerti grossi (дир. Г. фон дер Гольц)
- 2006: И. Й. Фукс. Оркестровые сочинения (дир. Г. фон дер Гольц)
- 2009: И. К. Ф. Бах. Симфонии. Концерты (дир. Г. фон дер Гольц)
- 2010: Мендельсон. Фортепианный концерт (дир. Г. фон дер Гольц)
- 2010*: Г. Ф. Телеман. Застольная музыка (полная запись; дир. П. Мюллеянс и Г. фон дер Гольц)
- 2011: И. К. Бах: Концерты (дир. Г. фон дер Гольц)
- 2012: Шмельцер. Barockes Welttheater. Камерные инструментальные ансамбли (Freiburger BarockConsort)
- 2014: Глюк. Орфей и Эвридика (+ Камерный хор RIAS; дир. Р. Якобс)
- 2015: Бах. Месса h-moll (+ Gächinger Kantorei; дир. Г.-К. Радеман)
- 2015: Бах. Клавирные концерты (солист А. Штайер; дир. П. Мюллеянс)